# 2017 en Belgique
Chronologie de la Belgique
- 2013
- 2014
- 2015
- 2016
- 2017
- 2018
- 2019
- 2020
- 2021

Cette page concerne des événements qui se sont produits durant l'année 2017 du calendrier grégorien en Belgique.

## Chronologie

### Janvier
- 9 janvier : Le Vif/L'Express révèle que le ministère public a ouvert une information judiciaire à la suite des révélations concernant l'intercommunale Publifin[1].
- 24 janvier : le Mouvement réformateur et Ecolo déposent une motion de méfiance contre le gouvernement Magnette, visant le ministre wallon Paul Furlan[2].
- 26 janvier : pris dans la tourmente de l'affaire Publifin, le ministre wallon du Logement, de l'Énergie, du Climat, des Pouvoirs locaux et de la Ville Paul Furlan (PS) présente sa démission[3]. Pierre-Yves Dermagne devient ministre des Pouvoirs locaux, de la Ville, du Logement et des Infrastructures sportives. Le portefeuille de l'Énergie est récupéré par Christophe Lacroix[4].

### Février
- 16 février : installation de la commission d'enquête parlementaire « chargée d'examiner la transparence et le fonctionnement du Groupe Publifin »[5].
- 18 février : un train de voyageurs en direction de La Panne (ligne 36) déraille près de la gare de Louvain. On dénombre un mort et 27 blessés[6].

### Mars
- 29 mars : à Bruxelles, le diplomate britannique Tim Barrow remet officiellement au président du Conseil européen Donald Tusk la lettre notifiant l'intention du Royaume-Uni de quitter l'Union européenne[7].

### Mai
- 24 mai : visite du président des États-Unis Donald Trump[8].

- 25 mai : 28e sommet de l'OTAN à Bruxelles.

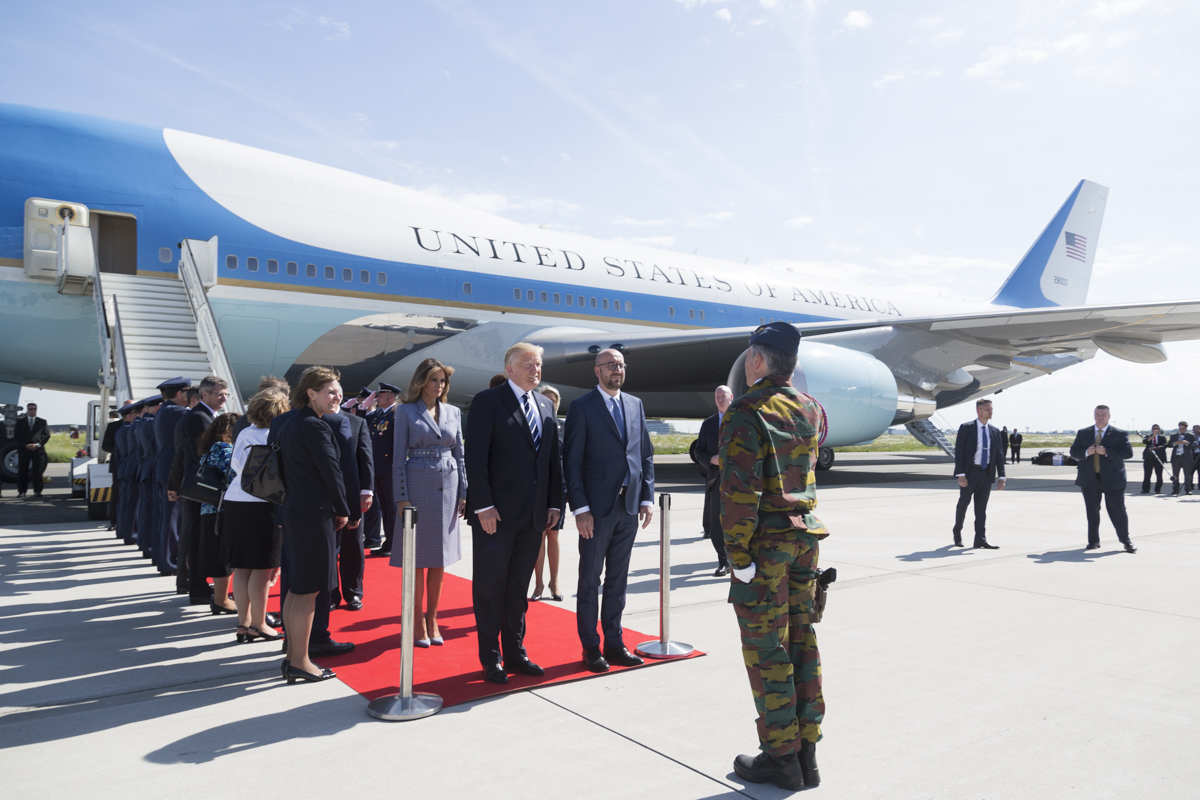
Arrivée de Donald Trump et de son épouse Melania à l'aéroport de Bruxelles, le 24 mai 2017.

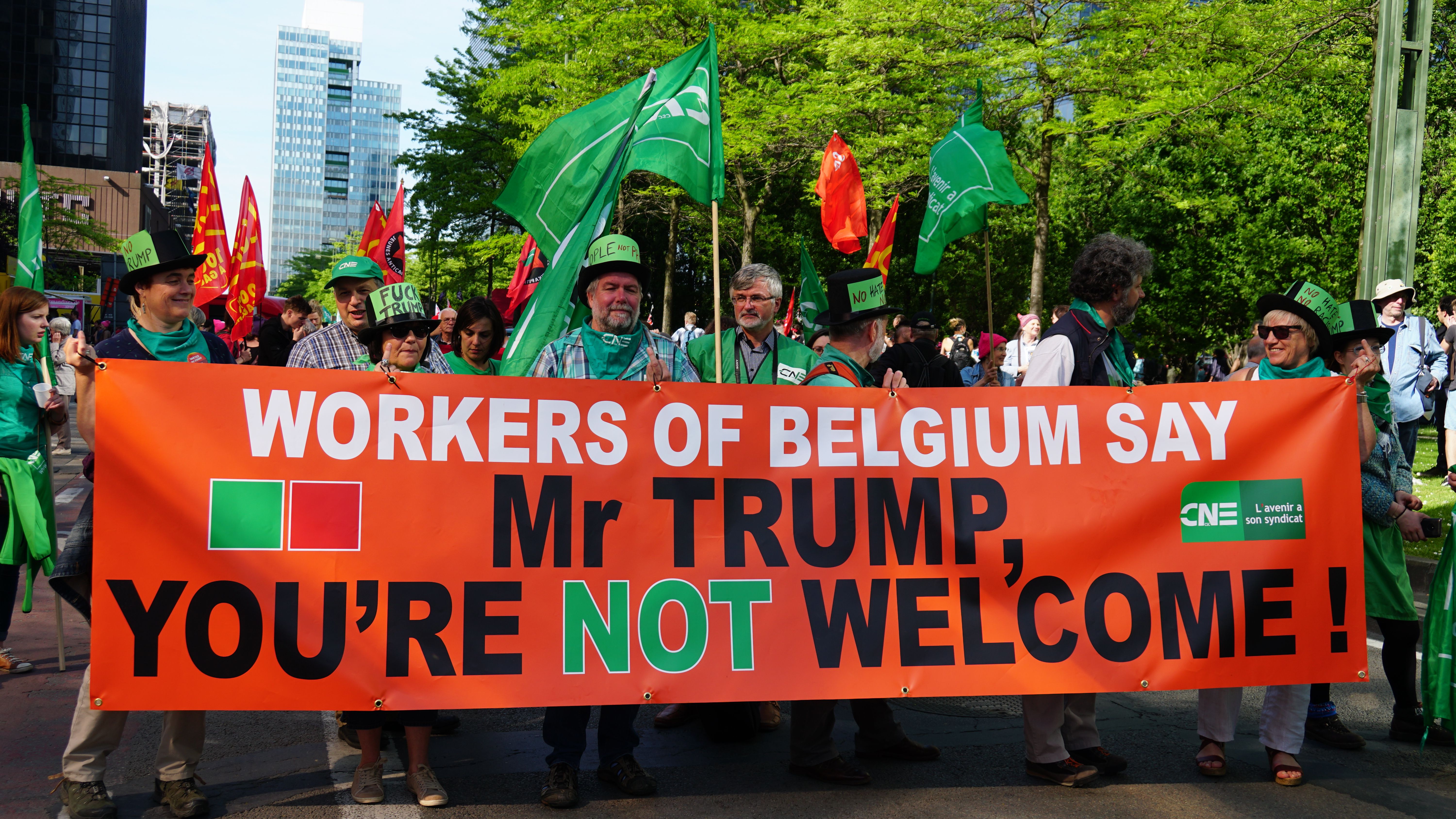
Manifestation Trump Not Welcome dans les rues de Bruxelles, le 24 mai 2017.

- 31 mai : le député bruxellois Alain Maron (Ecolo) interpelle les ministres Céline Fremault et Pascal Smet au sujet des rémunérations excessives de membres du conseil d'administration de l'ASBL Samusocial, financée à 98 % par les pouvoirs publics. Début de l'affaire du Samusocial[9].

### Juin
- 8 juin : mis en cause dans l'affaire du Samusocial, Yvan Mayeur (PS) démissionne de son poste de bourgmestre de Bruxelles[10].
- 17 juin : l'ancien président du Sénat Armand De Decker (MR) démissionne de son poste de bourgmestre d'Uccle. Il est cité depuis plusieurs mois dans l'affaire dite du Kazakhgate[11].
- 19 juin : à la suite des affaires Publifin et du Samusocial, Benoît Lutgen rompt les coalitions régionales et communautaire entre le Centre démocrate humaniste et le Parti socialiste[12], [13].
- 20 juin : attentat manqué dans la gare de Bruxelles-Central, l'auteur est abattu[14].

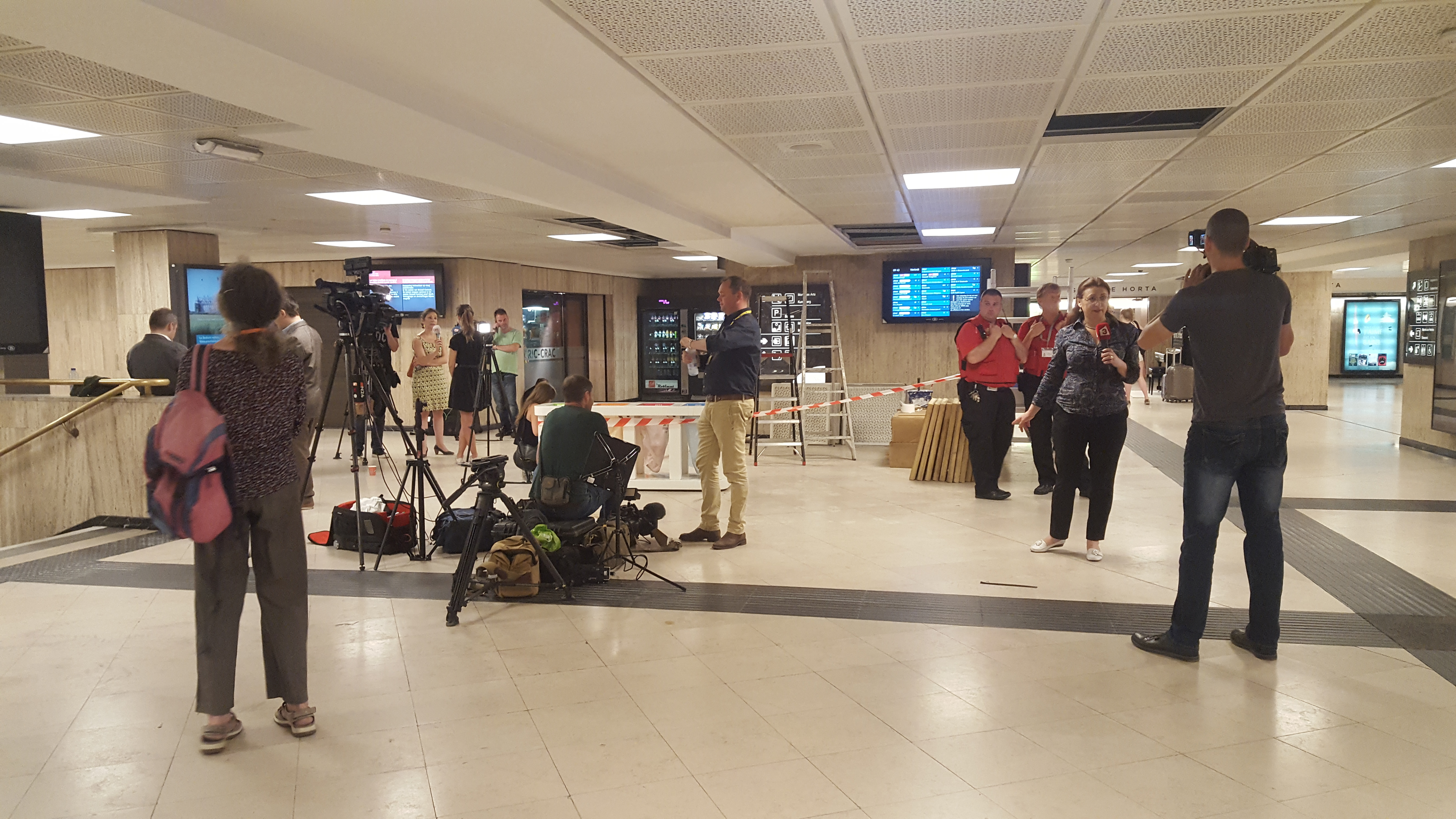
Des journalistes sur le lieu de l'attentat manqué de la gare de Bruxelles-Central, le 21 juin 2017.

### Juillet
- 20 juillet : les autorités belges avertissent l'Union européenne de l'existence d'œufs contaminés au fipronil via le système d'alerte rapide (Rapid Alert System for Food and Feed)[15].
- 28 juillet : une motion de défiance votée au Parlement wallon met fin au gouvernement Magnette[16]. Installation du gouvernement Borsus (MR-cdH).
- 30 et 31 juillet : célébration du centenaire de la bataille de Passchendaele.

### Août
- Le scandale des œufs contaminés au fipronil provoque des tensions entre la Belgique, les Pays-Bas et l'Allemagne. Des millions d'œufs sont retirés du commerce.
- 25 août : attentat au couteau à Bruxelles visant trois militaires.
- 26 août : inauguration officielle de l'autoroute A11[17].

### Septembre
- 25 septembre : cérémonie du bicentenaire de l'université de Liège[18].

### Octobre
- 9 octobre : cérémonie du bicentenaire de l'université de Gand[19].

### Novembre
- 11, 15 et 25 novembre : des émeutes éclatent dans le centre de Bruxelles[20], [21], [22].

## Culture

### Littérature
- Prix Rossel : Laurent Demoulin, Robinson (Gallimard)[23].

### Musique
- Concours musical international Reine Élisabeth de Belgique 2017 (violoncelle)

## Sciences
- Prix Francqui : Steven Laureys (neurologie, ULg)[24].
- 22 février : la NASA annonce officiellement la découverte de sept exoplanètes par une équipe internationale d'astronomes, dirigée par l'astrophysicien belge Michaël Gillon (ULg). Ces exoplanètes ont été détectées au moyen du Spitzer Space Telescope et plusieurs observatoires terrestres dont le télescope belge TRAPPIST de l'Observatoire européen austral. Ces sept exoplanètes, situées à 39 années-lumière de notre Soleil, gravitent autour de l'étoile naine TRAPPIST-1[25],[26]. Trois de ces exoplanètes avaient déjà été découvertes en 2015 par l'équipe internationale au moyen du télescope TRAPPIST, mais la collaboration avec la NASA a permis d'étendre ces découvertes.

## Décès
- 5 janvier : Luc Coene, ministre d'État, gouverneur de la Banque nationale de Belgique (° 11 mars 1947).
- 8 janvier : August Van Daele, général de l'armée de l'air (° 25 février 1944).
- 11 janvier : François Van Der Elst, footballeur (° 1er décembre 1954).
- 15 janvier : Jean-Luc Vernal, journaliste et scénariste (° 23 septembre 1944).
- 17 janvier : Pascal Garray, scénariste et dessinateur de bande dessinée (° 12 décembre 1965).
- 21 janvier : Marc Baecke, footballeur (° 24 juillet 1956).
- 23 janvier : Herman Vandenberghe, généticien (° 12 juin 1933).
- 28 janvier : Jean Bogaerts, coureur cycliste (° 19 janvier 1925).
- 30 janvier : Gaston Onkelinx, homme politique (° 14 juillet 1932).
- 8 février : Jan Vansina, historien et anthropologue (° 14 septembre 1929).
- 9 février : Serge Baguet, coureur cycliste (° 18 août 1969).
- 20 février : André Vlayen, coureur cycliste (° 17 mars 1931).
- 27 février : Marcel De Corte, footballeur (° 25 novembre 1929).
- 2 mars : Édouard Close, homme politique (° 8 juillet 1929).
- 6 mars : Eddy Pauwels, coureur cycliste (° 2 mai 1935).
- 12 mars : Patrick Nève, coureur automobile de Formule 1 (° 13 octobre 1949).
- 30 avril : Jidéhem, auteur de bande dessinée (° 21 décembre 1935).
- 20 mai : Émile Degelin, scénariste, monteur et réalisateur (° 16 juillet 1926).
- 24 mai : Pierre Seron, auteur de bande dessinée (° 9 février 1942).
- 2 juin : Léon Lemmens, évêque auxiliaire de Malines-Bruxelles (° 16 mars 1954).
- 6 juin : François Houtart, prêtre, sociologue et professeur (° 7 mars 1925), mort à Quito (Équateur).
- 1er juillet : Ernest Krings, magistrat (° 29 septembre 1920).
- 13 juillet : Barbara d'Ursel de Lobkowicz, femme politique (° 30 mai 1957).
- 22 juillet : Armand Delsemme, astronome (° 1er février 1918).
- 29 juillet : Olivier Strebelle, sculpteur (° 20 janvier 1927).
- 31 juillet : István Markó, chimiste organicien, professeur à l'UCL (° 18 juin 1956).
- 11 septembre : Alfred Gadenne, homme politique (° 31 janvier 1946).
- 8 novembre : Josip Weber, footballeur (° 16 novembre 1964).
- 27 novembre : Frédéric François, journaliste et homme politique (° 22 octobre 1932).
- 5 décembre : Michel Dighneef, homme politique (° 20 septembre 1936).
- 6 décembre : Alain Dartevelle, écrivain de langue française (° 28 février 1951).
- 7 décembre : Philippe Maystadt, homme politique (° 14 mars 1948).
- 15 décembre : Freddy Van Gaever, homme politique et d'affaires (19 juin 1938).
- 23 décembre : Pierre Debauche, comédien et metteur en scène (° 5 février 1930).

## Statistiques
- Population totale au 1er janvier 2017 : 11 303 528 habitants[27].